# پیروز ارجمند تاج‌الدینی
پیروز ارجمند (زادهٔ ۱۳۴۹) موسیقی‌شناس قومی، آهنگساز، نوازندهٔ نی، سه‌تار، تمبک و دف است. وی از دی ماه ۱۳۹۲ تا تیر ۱۳۹۴ مدیر کل دفتر موسیقی وزارت ارشاد بود.

## زندگی
پیروز ارجمند تاج‌الدینی سال ۱۳۴۹ در رابر استان کرمان متولد شد. او نوازندگی سه‌تار را نزد داریوش صفوت و پرویز مشکاتیان، نی را نزد محمدعلی حدادیان و سید محمد موسوی، تمبک را نزد ناصر فرهنگ‌فر، و علوم نظری موسیقی و آهنگسازی را نزد محمدسعید شریفیان، فرهاد فخرالدینی، محمدتقی مسعودیه، تقی بینش و علیرضا مشایخی آموخته‌است.

## تحصیلات دانشگاهی
پیروز ارجمند لیسانس موسیقی را از دانشگاه هنرهای زیبا، فوق لیسانس پژوهش هنر را از دانشگاه هنر و دکترای اتنوموزیکولوژی خود را از دانشگاه مالایا کشور مالزی دریافت کرده‌است.

## استعفا
پیروز ارجمند در تیر سال ۱۳۹۴ از سمت مدیرکل دفتر امور موسیقی وزارت ارشاد ایران استعفا داد. او دلیل استعفای خود را «مؤثر» نبودنِ حضورش دانست و اینکه به عنوان مدیرکل، «نقش حاکمیتی» نداشته‌است. وی همچنین در توضیحات بیشتر اظهار داشت: «شما به‌عنوان مدیرکل به یک اثر مجوز می‌دهید و اتفاقی نمی‌افتد بعد به اثر مشابه هم مجوز می‌دهید، دچار مشکل می‌شوید. آدم دچار تناقض می‌شود. هر نهادی نظر می‌دهد.»

## سمت‌ها

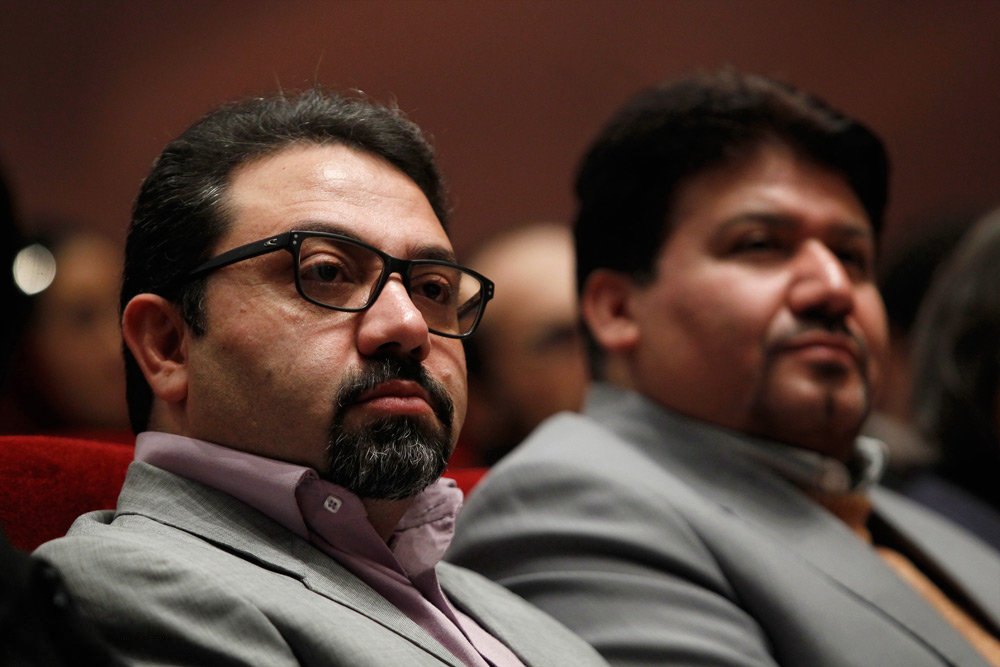
در مراسم یادبود مرحوم گورگن موسسیان ۴ آذر ۱۳۹۳

- بنیانگذاری و مدیریت مرکز موسیقی تجربی دانشگاه تهران
- مدیرکل دفتر موسیقی وزارت ارشاد از دی ۱۳۹۲ تا تیر ۱۳۹۴
- عضویت در شورای موسیقی کانون پرورش فکری کودکان و نوجوانان (تا کنون)
- عضویت در کارگروه واژه‌گزینی موسیقی فرهنگستان زبان و ادب فارسی (تا کنون)
- عضویت در کمسیون ملی یونسکو (تا کنون).[۲]
- مدیر دفتر موسیقی حوزهٔ هنری، از مهر ۱۳۹۱ تا آذر ۱۳۹۳
- عضو کانون آهنگسازان سینمای ایران.[۳]

## فعالیت در زمینه موسیقی فیلم
پیروز ارجمند ساخت حدود ۱۵۰ موسیقی فیلم و سریال را به عهده داشته‌است که به موارد زیر می‌توان اشاره کرد:
- سفر به چزابه (۱۳۷۴)
- پسر مریم (۱۳۷۷)
- غاز مهاجر (۱۳۷۸)
- شور عشق (۱۳۷۹)
- سفره ایرانی (۱۳۷۹)
- سفر سرخ (۱۳۷۹)
- زیستن (۱۳۸۰)
- خواب سفید (۱۳۸۰)
- خط قرمز (۱۳۸۰)
- راز پرواز (۱۳۸۱)
- جوجه اردک من (۱۳۸۱)
- تب سرد (۱۳۸۲)
- نیما یوشیج (۱۳۸۵)
- گرگ و میش (فیلم ۱۳۸۵)
- زیرزمین (۱۳۸۵)
- سفر سرخ (۱۳۸۸)
- لطفاً دور نزنیم (۱۳۸۸)

پنجمین خورشید      (۱۳۸۸)